# Siemens-Reiniger-Werke

Logo

Die Siemens-Reiniger-Werke AG (SRW) mit Sitz in Berlin entstand 1932 durch die Fusion der Reiniger, Gebbert & Schall AG in Erlangen mit der Phönix Röntgenröhren-Fabriken AG mit Sitz Rudolstadt (Thüringen) und dem Vertriebsunternehmen Siemens-Reiniger-Veifa Gesellschaft für medizinische Technik m.b.H. in Berlin (Veifa: „Vereinigte Elektrotechnische Institute Frankfurt-Aschaffenburg“). Im Zuge dieser Neuorganisation wurde nahezu die gesamte Fabrikation elektromedizinischer Erzeugnisse der Siemens & Halske AG von Berlin nach Erlangen verlegt. 
Koordinaten: 49° 35′ 47,1″ N, 11° 1′ 7″ O

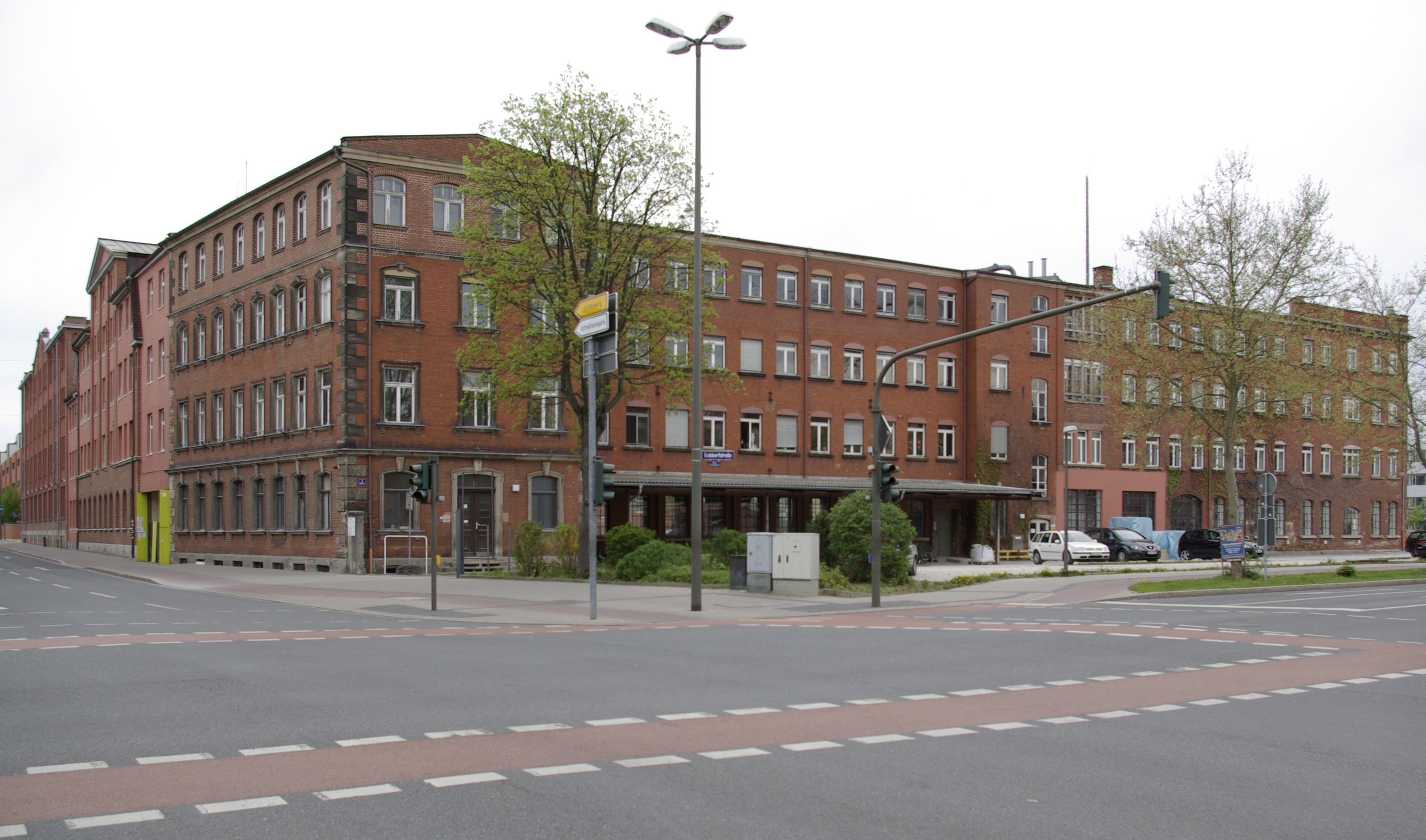
Die 1893 errichteten Gebäude von Reiniger, Gebbert & Schall AG an der Ecke Luitpold-/Gebbertstraße in Erlangen. Auf dem Areal fertigten später auch die daraus hervorgegangenen Siemens-Reiniger-Werke und schließlich der Unternehmensbereich Medizintechnik der Firma Siemens. Im Jahr 2000 schenkte das Unternehmen Siemens das Gebäude der Stadt Erlangen.

Die Zentralverwaltung der Siemens-Reiniger-Werke wurde 1943 nach Erlangen verlegt, da wegen der Luftangriffe der Alliierten auf Berlin dort kein geordnetes Arbeiten mehr möglich war. Erlangen genoss den Status einer Lazarettstadt und blieb von größeren Zerstörungen im Luftkrieg des Zweiten Weltkriegs verschont. 1947 wurde auch der SRW-Unternehmenssitz nach Erlangen verlegt und mit dem Bau eines neuen Werkes für Röntgenröhren begonnen, da das Thüringer Werk (Siemens-Reiniger-Werke AG Röntgenröhrenwerk Rudolstadt) von der Sowjetischen Militäradministration in Deutschland (SMAD) enteignet und zum VEB Phönix Röntgenröhrenwerk Rudolstadt wurde. 
Die Vertriebsorganisation im Inland, die schwer unter dem Krieg gelitten hatte, wurde rasch wieder aufgebaut. Auch im Ausland, insbesondere in Südamerika, wurde ein ausgedehntes Vertriebsnetz geschaffen, nachdem die ausländischen Geschäftsstellen wegen des Krieges verloren gegangen waren.
Zum 1. Oktober 1966 wurden die drei Aktiengesellschaften Siemens & Halske, Siemens-Schuckertwerke und Siemens-Reiniger-Werke in der Siemens AG vereinigt. Der medizintechnische Bereich firmierte nun unter dem Namen „Siemens AG, Wernerwerk für medizinische Technik“. Im Zuge einer allgemeinen Umstrukturierung wurde das Wernerwerk 1969 in „Siemens Unternehmensbereich Medizintechnik“ (UB Med) umbenannt, 2001 zu „Siemens Medical Solutions“ und 2008 zu „Siemens Sector Healthcare“. Im Jahr 2015 wurde daraus die eigenständige "Siemens Healthcare GmbH", die 2017 zur "Siemens Healthineers AG" wurde.